# Róbert Angelusz
Róbert Angelusz (* 27. Januar 1939 in Budapest; † 1. September 2010 in Mexiko-Stadt) war ein ungarischer Soziologe und Hochschullehrer.

## Biografie
Nach dem Besuch der Grundschule in Gyula im Komitat Békés, der Gorki-Schule und dem Ferenc-Erkel-Gymnasium in Gyula begann er 1957 zunächst eine Berufsausbildung bei der Firma Magyar Optikai Művek (MOM), einem Betrieb zur Herstellung optischer Geräte. Im Anschluss studierte er zwischen 1958 und 1962 an der Karl-Marx-Universität für Wirtschaftswissenschaften in Budapest und schloss dieses Studium 1962 als Kandidat.
Danach war von 1962 bis 1969 Wissenschaftlicher Assistent an der Fakultät für Politikwissenschaft, Politikökonomie und  der Lajos-Kossuth-Universität Debrecen, begann sich aber zunehmend mit Philosophie und Soziologie zu beschäftigten. In den folgenden Jahren verfasste er zusammen mit seiner Ehefrau, der Anthropologin Erzsébet Angelusz, mehrere Artikel wie A foglalkoztatottság optimális foka („Die Beschäftigung des optimalen Grades“, 1963), Valóság („Realität“) und Ökonómia és elidegenedés („Wirtschaft und Entfremdung“, 1964). Anschließend war er zwischen 1969 und 1972 Mitarbeiter beim Zentrum für Massenkommunikation der Rundfunk- und Fernsehanstalt Magyar Rádió és Televízió Vállalat (MRTV).
1972 begann er seine Tätigkeit am Soziologischen und Sozialpolitischen Institut der Loránd-Eötvös-Universität (ELTE) und war dort zunächst Dozent. 1981 legte er seine Habilitation ab und erwarb 1996 Doktortitel in Soziologie. 2006 erfolgte seine Berufung zum Professor am Lehrstuhl für Soziologie. Als Hochschullehrer beschäftigte er sich mit der sozialen Mobilität, Kommunikation und politischer Sozialforschung. Daneben arbeitete er gemeinsam mit Róbert Tardos an Untersuchungen über soziale Netzwerke.
Róbert Angelusz wurde mehrfach ausgezeichnet und 1993 Mitglied der Ungarischen Akademie der Wissenschaften. 2000 wurde ihm der Karl-Polanyi-Preis und 2008 der Leó-Szilárd-Preis verliehen.

## Veröffentlichungen
- Kommunikáló társadalom (Budapest, 1983)
- Félig-meddig. A közgazdászok és a reform (Budapest, 1989)
- Hálózatok, stílusok, struktúrák (Co-Autor Róbert Tardos; Budapest, 1991)
- Társadalmak rejtett hálózata (Budapest, 1991)
- Optikai csalódások (Budapest, 1996)
- A láthatóság görbe tükrei. Társadalompolitikai tanulmányok (Budapest, 2000)
- Pártok között szabadon. Választók és társadalmi környezet a 90-es évek Magyarországán (Co-Autor Róbert Tardos; Budapest, 2000)
- A társadalmi rétegződés komponensei (Budapest, 1997, 1999, 2004)